# Рудник Баннокберн
Рудник Баннокберн (Bannockburn) – гірничодобувний майданчик на заході Австралії. 
Вперше за розробку покладів золота у Баннокберні узялась в 1908 році компанія Bannockburn Gold Mining Company. Втім, доволі швидко родовище перейшло до старателей, які вели тут епізодичні роботи до 1980-х років (гірничий звіт за 1931 рік повідомляє про наявність у Баннокберні кількох шахтних стовбурів глибиною до 18 метрів). 
В 1991-му за повномасштабну розробку родовища узялась компанія Dominion Mining Ltd. Розробка велась відкритим способом за допомогою кількох кар’єрів, проектна глибина яких не перевищувала 60 метрів (також в якийсь момент з кар’єру почали споруджувати транспортний ухил, що надав можливість вилучити частину руди підземним способом). Для розробки Баннокберн сюди перемістили якесь збагачувальне обладнання з рудника Габанінта (також є відомості, що продукцію Баннокберн збирались відправляти на завод з вилучення золота, що належав до рудника Тауер-Гілл). Проектну потужність копальні Баннокберн визначили як 0,6 млн тонн руди на рік, при тому що її запаси оцінили у 2,8 млн тонн руди з середнім вмістом золота 2,6 грамів на тонну.
В березні 1995-го унаслідок циклону «Боббі» кар’єр та підземний рудник виявились затопленим разом із наявним у ньому обладнанням (по цьому посиланню можливо побачити затоплення кар’єру 27 лютого 1995 року). 
Рудник викупила та змогла знову ввести у дію в 1996 році компанія Australian Gold Fields Ltd, при цьому вдалось відновити частину обладнання, що перебувало під водою біля 10 місяців. Втім, залишков запаси були вже незначні – на 18 місяців розробки – і в 1998-му рудник закрили.
Станом на середину 2010-х правами на Баннокберн володіла компанія Saracen Mineral Holdings Limited, яка оцінювала наявні тут запаси у 4 млн тонн руди з середнім вмістом золота у 1,5 грами на тонну (плюс ресурси категорії показані у 9 млн тонн руди з середнім вмістом золота 2 грами на тонну). Втім, наразі повідомлень про відновлення робіт не надходило.